# 정하나
정하나(鄭하나, 1990년 2월 2일 ~ )는 대한민국의 가수이다. 걸 그룹 시크릿의 멤버이다. 데뷔부터 예명을 '징거'로 사용했다. 2013년부터 활동명을 '징거'에서 본명 '정하나'로 변경하였다.

## 학력
- 인덕대학교 방송연예학과 휴학중

## 활약
2009년 데뷔 이후 2013년 4월까지는 징거라는 예명으로 활동하였다. 그 예명의 의미는 자신이 평소에 존경하는 가수인 니콜 셰르징거라는 과거 푸시캣 돌스에서 메인 보컬을 담당했던 가수에서 유래됐다.

## 사고
싱글 앨범 TALK THAT으로 열심히 활동하던 중 2012년 12월 11일 새벽 2시 일정을 마치고 돌아가던 중 차량이 전복되는 사고를 당하였다. 전효성, 송지은, 한선화 등은 가벼운 타박상을 입고 우선 퇴원한 상태였지만 정하나가 갈비뼈 골절에 폐에 멍이 드는 중상을 입었다. 이 때문에 시크릿은 정하나를 제외한 3인 체제로만 연말 활동을 진행하였다.
시크릿에서 유일하게 TS엔터테인먼트와 재계약을 했으나 2021년에 TS엔터테인먼트가 폐업했다.

## 음반 외 활동

### 드라마
- 《점핑걸》 (2015년) - 이예니 역

### 예능
- 《국가가 부른다》 게스트 (2023년, TV조선)